# Mouret, Aveyron

Mouret este o comună în departamentul Aveyron din sudul Franței. În 1 ianuarie 2022 avea o populație de 558 de locuitori.